# سيث غريفيث
سيث غريفيث (بالفرنسية: Seth Griffith)‏ (و. 1993  م) هو لاعب هوكي الجليد كندي.

## روابط خارجية
- سيث غريفيث على موقع دوري الهوكي الوطني (الإنجليزية)
- سيث غريفيث على موقع EliteProspects.com (الإنجليزية)
- سيث غريفيث على موقع HockeyDB.com (الإنجليزية)
- سيث غريفيث على موقع Hockey-Reference.com (الإنجليزية)